# Park Ji-sung
Park Ji-sung (Hangul: 박지성, Hanja: 朴智星, sinh ngày 25 tháng 2 năm 1981) là cựu cầu thủ bóng đá người Hàn Quốc. Park là một trong những cầu thủ châu Á hiếm hoi đã từng thi đấu cho câu lạc bộ Manchester United và trở thành cầu thủ châu Á thành công nhất tại một câu lạc bộ của nước Anh. Trong suốt sự nghiệp của mình tại Manchester United, anh đã giành được 4 chức vô địch Ngoại hạng Anh (2007-2011), 1 chức vô địch UEFA Champions League 2008 cùng 1 chức vô địch FIFA Club World Cup cùng năm đó.
Là một thành viên của đội tuyển quốc gia Hàn Quốc, Park có 100 trận ra sân và đã ghi được 13 bàn thắng, góp phần giúp đội tuyển Hàn Quốc giành vị trí thứ tư tại Giải vô địch thế giới FIFA World Cup 2002. Anh đã chính thức giải nghệ tại Queens Park Rangers ở tuổi 33.

## Sự nghiệp

### Khởi đầu sự nghiệp
Mặc dù được sinh ra tại thủ đô của Hàn Quốc, Seoul, nhưng gia đình lại đăng ký khai sinh tại Goheung, Jeonnam, quê hương của cha anh. Anh lớn lên tại công viên Suwon, một thành phố vệ tinh 30 km (20 dặm) về phía nam của Seoul. Trong khi ở trường trung học, Park đã bị từ chối bởi một số các câu lạc bộ chuyên nghiệp, do dáng vóc nhỏ bé của mình. Anh đã chơi cho trường Đại học Myongji. Năm 2000, chỉ sau một năm tại Đại học Myongji, câu lạc bộ Kyoto Purple Sanga của Nhật đã ký hợp đồng với Park.

### Kyoto Purple Sanga
Năm 2002, Park đã đưa đội vào trận chung kết Cúp Thiên Hoàng và ghi 1 bàn gỡ hòa. Câu lạc bộ còn tiếp tục lọt vào trận chung kết và giành chiến thắng 2-1, giúp đội đoạt chiếc cúp đầu tiên trong lịch sử.

### PSV Eindhoven
HLV trưởng đội tuyển Hàn Quốc - Guus Hiddink - quay trở lại Hà Lan dẫn dắt CLB PSV Eindhoven vào tháng 8 năm 2003. Khi dẫn dắt đội tuyển Hàn Quốc, Hiddink đã rất ấn tượng với màn trình diễn của tiền vệ trẻ này, vậy nên sau khi quay lại Hà Lan ông đã mang theo Park Ji-Sung về với sân Phillips.
Tuy nhiên, mùa giải đầu tiên tại Hà Lan đã rất khó khăn với tiền vệ người Hàn Quốc, Anh đã gặp phải các vấn đề về văn hóa trong cuộc sống của người Hà Lan và cả về ngôn ngữ bản địa, Park đã không để lại nhiều dấu ấn nổi bật trong mùa giải đầu tiên khi chỉ được ra sân 8 lần trong cả mùa bóng, dù sao thì PSV cũng đã không thể giành được chức vô địch Hà Lan.
Mặc dù gặp khó khăn ở mùa giải đầu tiên, các mùa giải tiếp theo chứng kiến sự bùng nổ bất ngờ của tiền vệ người Hàn Quốc và anh đã trở thành một quân bài chiến lược trong đội hình của đội bóng chủ sân Phillips. PSV đã được dự đoán là sẽ có một mùa giải tranh đấu rất khó khăn do sự ra đi của hai cầu thủ chủ chốt: Arjen Robben và Mateja Kezman (đều đến Chelsea). Tuy nhiên, sự nổi lên của tiền vệ thi đấu không biết mệt mỏi Park Ji-Sung đã đóng góp đáng kể giúp PSV giành chức vô địch quốc gia Hà Lan và lập một cú đúp. Anh còn ghi 1 bàn thắng vào lưới AC Milan trong bán kết lượt đi trong khuôn khổ Champions League. Có tiêu đề "Bài hát cho Park", nó đã được bao gồm trong album chính thức của PSV "PSV Kampioen", và lặp đi lặp lại "Ji-Sung Park" trong cách phát âm tiếng Hà Lan toàn bộ thời gian.

### Manchester United
Vào tháng 6 năm 2005, Manchester United và PSV Eindhoven đã đạt được thỏa thuận chuyển nhượng cầu thủ này. Mặc dù số tiền của hoạt động không được chỉ định nhưng ước tính khoảng 4 triệu euro. Bằng cách này, anh trở thành cầu thủ bóng đá Hàn Quốc đầu tiên chơi ở Premier League. Trận ra mắt của anh cho Quỷ đỏ diễn ra vào ngày 9 tháng 8 năm 2005, vào sân ở phút thứ 67 trong chiến thắng 3-0 trước Debreceni Vasutas ở vòng sơ loại thứ ba của UEFA Champions League 2005–06. Cũng vào ngày 18 tháng 10 cùng năm, anh trở thành cầu thủ bóng đá gốc Á đầu tiên làm đội trưởng của Manchester United khi vào sân thay Ryan Giggs ở những phút cuối trận đấu với Lille.
Tổng cộng họ đã chơi 5 trận ở vòng bảng, bị loại sau khi xếp ở vị trí cuối cùng với 6 điểm. Cũng trong mùa giải này, anh đã giành được danh hiệu đầu tiên cùng Manchester là Cúp Liên đoàn Anh, sau khi đánh bại Wigan Athletic trong trận chung kết với tỷ số 4-0. Trong giải đấu này, anh đã chơi ba trận và ghi một bàn thắng vào lưới Birmingham City ở tứ kết. Mặt khác, bàn thắng đầu tiên ở giải đấu của anh được cho là được ghi vào ngày 5 tháng 2 năm 2006 trong chiến thắng 4-2 trước Fulham FC . Tuy nhiên, Ủy ban bàn thắng đáng ngờ của Premier League xác định đó là bàn phản lưới nhà do hậu vệ Carlos Bocanegra cản phá nên anh đã chính thức ghi bàn thắng đầu tiên vào ngày 9 tháng 4 trước Arsenal FC ở Old Trafford.
Trong khi đó, Manchester United giành được vị trí thứ hai trên bảng xếp hạng với 83 điểm. Trong mùa giải thứ hai với câu lạc bộ thành Manchester, anh chỉ chơi 20 trận và ghi được 5 bàn thắng. Điều này là do vào tháng 4 năm 2007, anh bị chấn thương đầu gối và phải đến Hoa Kỳ để phẫu thuật. Bất chấp tất cả, anh đã góp phần giành chức vô địch Premier League sau 28 trận thắng, 5 trận hòa và 5 trận thua; 36 và á quân FA Cup sau khi bị Chelsea FC đánh bại trong trận chung kết với tỷ số 1-0. Ở Champions League cùng mùa giải đó anh chỉ thi đấu một trận (thắng 1-0 trước Lille Olympique), và sau đó bị loại ở bán kết.
Trong mùa giải 2007–08, Manchester đã xác nhận lại danh hiệu có được ở mùa giải trước tại Premier League với 87 điểm, nhiều hơn Chelsea, đội đứng ở vị trí thứ hai, 2 điểm. 40 Tại FA Cup 2007–08 , họ tiến vào tứ kết sau khi loại Aston Villa , Tottenham Hotspur và Arsenal. Trong khi đó, tại Champions League, họ đứng đầu bảng với 16 điểm, tiến đến vòng 16 với tỷ số chung cuộc 2-1 nơi họ đánh bại Olympique de Lyon của Pháp. Ở giai đoạn tiếp theo, họ phải đối mặt với AS Roma, đội mà họ đã đánh bại 2-0 ở trận lượt đi và 1-0 ở trận lượt về. Với tỷ số 1-0 Sau đó, họ đánh bại FC Barcelona của Tây Ban Nha, và cuối cùng đã giành chức vô địch Champions League thứ ba trong lịch sử khi đánh bại Chelsea ở trận chung kết với tỷ số 6-5 trong loạt sút luân lưu.
Màn trình diễn tốt của Park trong các trận gặp Roma và Barcelona cho thấy anh đã giành được một suất trong đội hình có mặt ở trận chung kết và qua đó trở thành cầu thủ châu Á đầu tiên góp mặt ở đó, tuy nhiên, anh không có tên trong trận chung kết. Vài ngày sau, Alex Ferguson tuyên bố rằng việc loại Park khỏi đội là một trong những quyết định khó khăn nhất mà ông phải thực hiện trong suốt sự nghiệp huấn luyện của mình. Manchester United bắt đầu mùa giải 2008–09 bằng việc giành chức vô địch Community Shield sau khi đánh bại Portsmouth FC 3-1, mặc dù không có Park trên sân.
Vào ngày 21 tháng 9 năm 2008, anh được chọn là cầu thủ xuất sắc nhất trận khi ghi bàn thắng ấn định tỷ số vào lưới Chelsea (1-1). Vào tháng 12 cùng năm, anh có tên trong danh sách 23 cầu thủ Manchester tham dự FIFA Club World Cup, nơi họ trở thành nhà vô địch khi đánh bại Gamba Osaka của Nhật Bản với tỷ số 5-0. Vào ngày 14 tháng 9 năm 2009, anh gia hạn hợp đồng thêm ba năm với United.
Vào ngày 31 tháng 1, anh ghi bàn thắng đầu tiên ở mùa giải 2009–10 , trong chiến thắng 3-1 trước Arsenal. Vào ngày 10 tháng 3, anh ghi bàn thắng đầu tiên ở châu Âu trong mùa giải hiện tại, ghi bàn thắng thứ ba trong chiến thắng 4-0 trước AC Milan. Vào ngày 9 tháng 5, trong trận đấu cuối cùng của Premier League, anh đã ghi bàn thắng trong chiến thắng 4-0 trước Stoke City. Dù Manchester thắng thoải mái nhưng Chelsea đã giật chức vô địch từ tay họ nhờ chiến thắng 8-0 trước Wigan Athletic. Đứng ở vị trí đầu tiên trên bảng xếp hạng với lợi thế một điểm. Vào ngày 8 tháng 8 năm 2010, anh giành được chiếc cúp Community Shield thứ ba nhờ chiến thắng 3-1 của câu lạc bộ trước Chelsea tại sân vận động Wembley. Park đá chính nhưng bị thay ra bởi Nani ở phút thứ 46.
Bàn thắng đầu tiên của anh trong mùa giải 2010-11 được ghi vào ngày 22 tháng 9 năm 2010 trong chiến thắng 5-2 trước Scunthorpe United ở vòng 3 Cúp Liên đoàn Anh 2010-11. Anh lại ghi một bàn thắng trong giải đấu này ở vòng 4 trước Wolverhampton Wanderers , tiến vào tứ kết, nơi họ bị loại bởi West Ham United sau khi thất thủ với tỷ số 4-0. Hai bàn thắng đầu tiên của anh ở giải quốc nội được ghi vào ngày 6 tháng 11, giúp câu lạc bộ của anh giành chiến thắng 2-1 trước Wolverhampton. Vào ngày 27 tháng 11, anh ghi bàn thắng thứ hai cho United trong chiến thắng 7-1 trên sân nhà trước Blackburn Rovers.
Trong suốt tháng 1 năm 2011, Park đã phải vắng mặt ở câu lạc bộ để cùng đội tham dự Asian Cup 2011 . Khi trở về từ giải đấu châu lục, anh ấy đã phải nghỉ thi đấu một tháng do chấn thương gân khoeo xảy ra trong quá trình tập luyện. 63 Anh ấy đã trở lại đội một vào ngày 2 tháng 4 trong trận đấu với West Ham United. Mười ngày sau, anh trở lại đội hình xuất phát và ghi bàn thắng đánh bại Chelsea FC 2-1 ở trận lượt về tứ kết UEFA Champions League. Cuối cùng, United là á quân của giải đấu sau khi bị FC Barcelona đánh bại trong trận chung kết. 65 Bàn thắng cuối cùng trong mùa giải của anh ấy được ghi vào ngày 22 tháng 5 năm 2011 trong chiến thắng 4-2 trước Blackpool FC trong trận đấu cuối cùng ở giải VĐQG, qua đó giúp anh giành chức vô địch Premier League thứ tư và là chức vô địch thứ 19 của câu lạc bộ.
Mùa giải tiếp theo, Manchester bắt đầu bằng việc giành được danh hiệu Community Shield khi đánh bại đối thủ cùng thành phố, Manchester City, 3-2 tại Sân vận động Wembley. 67 Ở các cúp quốc gia, Park đã chơi 4 trận và ghi một bàn thắng vào lưới Liverpool FC ở vòng 32 Cúp FA 2011–12. Ở giải VĐQG Anh, anh ghi hai bàn sau mười bảy trận, giúp đội của mình ở vị trí thứ hai với 89 điểm sau 28 trận thắng, 5 trận hòa và 5 trận thua, cùng số điểm với Manchester City nhưng có hiệu số bàn thắng bại kém hơn. Tại UEFA Champions League 2011–12, họ đã góp mặt trong 4 trận đấu ở giai đoạn đầu tiên, mặc dù họ đã bị loại sau khi xếp ở vị trí thứ ba trong bảng. Cùng mùa giải đó, họ chơi ở UEFA Europa League, tiến vào vòng 16 đội sau khi loại Ajax Amsterdam ở vòng trước.

## Thống kê sự nghiệp

### Câu lạc bộ
| Câu lạc bộ           | Mùa giải            | Giải đấu | Giải đấu | Cúp quốc gia | Cúp quốc gia | Cúp liên đoàn | Cúp liên đoàn | Châu lục | Châu lục | Khác | Khác | Tổng cộng | Tổng cộng |
| Câu lạc bộ           | Mùa giải            | Trận     | Bàn      | Trận         | Bàn          | Trận          | Bàn           | Trận     | Bàn      | Trận | Bàn  | Trận      | Bàn       |
| -------------------- | ------------------- | -------- | -------- | ------------ | ------------ | ------------- | ------------- | -------- | -------- | ---- | ---- | --------- | --------- |
| Kyoto Purple Sanga   | 2000                | 13       | 1        | 1            | 0            | 2             | 0             | —        | —        | —    | —    | 16        | 1         |
| Kyoto Purple Sanga   | 2001                | 38       | 3        | 1            | 0            | 1             | 0             | —        | —        | —    | —    | 40        | 3         |
| Kyoto Purple Sanga   | 2002                | 25       | 7        | 4            | 1            | 0             | 0             | —        | —        | —    | —    | 29        | 8         |
| Kyoto Purple Sanga   | Tổng cộng           | 76       | 11       | 6            | 1            | 3             | 0             | —        | —        | —    | —    | 85        | 12        |
| PSV Eindhoven        | 2002–03             | 9        | 0        | 0            | 0            | —             | —             | 0        | 0        | 0    | 0    | 8         | 0         |
| PSV Eindhoven        | 2003–04             | 28       | 6        | 1            | 0            | —             | —             | 10       | 0        | 1    | 0    | 40        | 6         |
| PSV Eindhoven        | 2004–05             | 28       | 7        | 3            | 2            | —             | —             | 13       | 2        | 0    | 0    | 44        | 11        |
| PSV Eindhoven        | Total               | 65       | 13       | 4            | 2            | —             | —             | 23       | 2        | 1    | 0    | 93        | 17        |
| Manchester United    | 2005–06             | 34       | 1        | 2            | 0            | 3             | 1             | 6        | 0        | —    | —    | 45        | 2         |
| Manchester United    | 2006–07             | 14       | 5        | 5            | 0            | 0             | 0             | 1        | 0        | —    | —    | 20        | 5         |
| Manchester United    | 2007–08             | 12       | 1        | 2            | 0            | 0             | 0             | 4        | 0        | 0    | 0    | 18        | 1         |
| Manchester United    | 2008–09             | 25       | 2        | 3            | 1            | 1             | 0             | 9        | 1        | 2    | 0    | 40        | 4         |
| Manchester United    | 2009–10             | 17       | 3        | 0            | 0            | 2             | 0             | 6        | 1        | 1    | 0    | 26        | 4         |
| Manchester United    | 2010–11             | 15       | 5        | 1            | 0            | 2             | 2             | 9        | 1        | 1    | 0    | 28        | 8         |
| Manchester United    | 2011–12             | 17       | 2        | 1            | 1            | 3             | 0             | 7        | 0        | 0    | 0    | 28        | 3         |
| Manchester United    | Tổng cộng           | 134      | 19       | 14           | 2            | 11            | 3             | 42       | 3        | 4    | 0    | 205       | 27        |
| Queens Park Rangers  | 2012–13             | 20       | 0        | 3            | 0            | 2             | 0             | —        | —        | —    | —    | 25        | 0         |
| Queens Park Rangers  | Tổng cộng           | 20       | 0        | 3            | 0            | 2             | 0             | —        | —        | —    | —    | 25        | 0         |
| PSV Eindhoven (mượn) | 2013–14             | 23       | 2        | 0            | 0            | —             | —             | 4        | 0        | —    | —    | 27        | 2         |
| PSV Eindhoven (mượn) | Tổng cộng           | 23       | 2        | 0            | 0            | —             | —             | 4        | 0        | —    | —    | 27        | 2         |
| Tổng cộng sự nghiệp  | Tổng cộng sự nghiệp | 318      | 45       | 27           | 5            | 16            | 3             | 69       | 5        | 5    | 0    | 435       | 58        |

Tính đến ngày 3 tháng 5 năm 2014.

### Quốc tế
| Đội tuyển quốc gia | Năm       | Giao hữu | Giao hữu | Giải đấu chính thức | Giải đấu chính thức | Tổng cộng | Tổng cộng | Tổng cộng |
| Đội tuyển quốc gia | Năm       | Trận     | Bàn      | Trận                | Bàn                 | Trận      | Bàn       |           |
| ------------------ | --------- | -------- | -------- | ------------------- | ------------------- | --------- | --------- | --------- |
| U-23 Hàn Quốc      | 1999      | 4        | 1        | 4                   | 0                   | 8         | 1         |           |
| U-23 Hàn Quốc      | 2000      | 7        | 2        | 3                   | 0                   | 10        | 2         |           |
| U-23 Hàn Quốc      | 2002      | 0        | 0        | 3                   | 0                   | 3         | 0         |           |
| U-23 Hàn Quốc      | 2004      | 0        | 0        | 2                   | 0                   | 2         | 0         |           |
| U-23 Hàn Quốc      | Tổng cộng | 11       | 3        | 12                  | 0                   | 23        | 3         |           |
| Hàn Quốc           | 2000      | 7        | 1        | 8                   | 0                   | 15        | 1         |           |
| Hàn Quốc           | 2001      | 7        | 0        | 3                   | 0                   | 10        | 0         |           |
| Hàn Quốc           | 2002      | 5        | 2        | 10                  | 1                   | 15        | 3         |           |
| Hàn Quốc           | 2003      | 1        | 0        | 0                   | 0                   | 1         | 0         |           |
| Hàn Quốc           | 2004      | 2        | 0        | 6                   | 0                   | 8         | 0         |           |
| Hàn Quốc           | 2005      | 3        | 0        | 5                   | 1                   | 8         | 1         |           |
| Hàn Quốc           | 2006      | 3        | 0        | 5                   | 1                   | 8         | 1         |           |
| Hàn Quốc           | 2007      | 2        | 0        | 0                   | 0                   | 2         | 0         |           |
| Hàn Quốc           | 2008      | 1        | 0        | 6                   | 3                   | 7         | 3         |           |
| Hàn Quốc           | 2009      | 5        | 0        | 5                   | 2                   | 10        | 2         |           |
| Hàn Quốc           | 2010      | 7        | 1        | 4                   | 1                   | 11        | 2         |           |
| Hàn Quốc           | 2011      | 0        | 0        | 5                   | 0                   | 5         | 0         |           |
| Hàn Quốc           | Tổng cộng | 43       | 4        | 57                  | 9                   | 100       | 13        |           |

Tính đến ngày 25 tháng 1 năm 2011.

### Bàn thắng quốc tế
| #   | Ngày                 | Địa điểm                                                 | Đối thủ      | Bàn thắng | Kết quả | Giải đấu                 |
| --- | -------------------- | -------------------------------------------------------- | ------------ | --------- | ------- | ------------------------ |
| 1.  | 7 tháng 6 năm 2000   | Sân vận động Azadi, Tehran, Iran                         | Macedonia    | 2–1       | 2–1     | Cúp LG 2000              |
| 2.  | 21 tháng 5 năm 2002  | Sân vận động World Cup Jeju, Seogwipo, Hàn Quốc          | Anh          | 1–1       | 1–1     | Giao hữu                 |
| 3.  | 26 tháng 5 năm 2002  | Sân vận động World Cup Suwon, Suwon, Hàn Quốc            | Pháp         | 1–1       | 2–3     | Giao hữu                 |
| 4.  | 14 tháng 6 năm 2002  | Sân vận động Incheon Munhak, Incheon, Hàn Quốc           | Bồ Đào Nha   | 1–0       | 1–0     | World Cup 2002           |
| 5.  | 8 tháng 6 năm 2005   | Sân vận động Al-Sadaqua Walsalam, Kuwait City, Kuwait    | Kuwait       | 1–0       | 1–0     | Vòng loại World Cup 2006 |
| 6.  | 18 tháng 6 năm 2006  | Red Bull Arena, Leipzig, Đức                             | Pháp         | 1–1       | 1–0     | World Cup 2006           |
| 7.  | 6 tháng 2 năm 2008   | Sân vận động World Cup Seoul, Seoul, Hàn Quốc            | Turkmenistan | 3–0       | 4–0     | Vòng loại World Cup 2010 |
| 8.  | 31 tháng 5 năm 2008  | Sân vận động World Cup Seoul, Seoul, Hàn Quốc            | Jordan       | 1–0       | 2–2     | Vòng loại World Cup 2010 |
| 9.  | 15 tháng 10 năm 2008 | Sân vận động World Cup Seoul, Seoul, Hàn Quốc            | UAE          | 2–0       | 4–0     | Vòng loại World Cup 2010 |
| 10. | 11 tháng 2 năm 2009  | Sân vận động Azadi, Tehran, Iran                         | Iran         | 1–1       | 1–1     | Vòng loại World Cup 2010 |
| 11. | 17 tháng 6 năm 2009  | Sân vận động World Cup Seoul, Seoul, Hàn Quốc            | Iran         | 1–1       | 1–1     | Vòng loại World Cup 2010 |
| 12. | 24 tháng 5 năm 2010  | Sân vận động Saitama 2002, Saitama, Nhật Bản             | Nhật Bản     | 0–1       | 0–2     | Giao hữu                 |
| 13. | 12 tháng 6 năm 2010  | Sân vận động Nelson Mandela Bay, Port Elizabeth, Nam Phi | Hy Lạp       | 2–0       | 2–0     | World Cup 2010           |

## Danh hiệu

### Câu lạc bộ
Kyoto Purple Sanga
- J2 League (1): 2001
- Cúp Hoàng đế (1): 2002

PSV Eindhoven
- Eredivisie (2): 2002–03, 2004–05
- Cúp bóng đá Hà Lan (1): 2004–05
- Johan Cruijff Schaal (1): 2003

Manchester United
- Giải bóng đá Ngoại hạng Anh (4): 2006–07, 2007–08, 2008–09, 2010–11
- Cúp Liên đoàn bóng đá Anh (3): 2005–06, 2008–09, 2009–10
- Siêu cúp Anh (4): 2007, 2008, 2010, 2011
- UEFA Champions League (1): 2007–08
- FIFA Club World Cup (1): 2008

### Đội tuyển quốc gia
Hàn Quốc
- Hạng tư FIFA World Cup: 2002
- Hạng 3 AFC Asian Cup: 2000, 2011
- Huy chương đồng Đại hội Thể thao châu Á: 2002